# Wiktor Bajdałakow
Wiktor Michajłowicz Bajdałakow, ros. Виктор Михайлович Байдалаков (ur. 18 kwietnia?/1 maja 1900 w Konotopie w Obwodzie Wojska Dońskiego, zm. 17 lipca 1967 w Waszyngtonie) – rosyjski wojskowy, emigracyjny działacz polityczny, publicysta.

## Życiorys
Pochodził z rodziny Kozaków dońskich. Ukończył szkołę kawalryjską w Jelizawetgradzie. Brał udział w końcowym okresie I wojny światowej jako kornet 11 Iziumskiego Pułku Husarzy. Na początku 1918 r. wstąpił do nowo formowanych wojsk Białych gen. Antona I. Denikina. Służył w szwadronie odtworzonego 11 Iziumskiego Pułku Husarzy. Był ranny. Doszedł do stopnia chorążego. W połowie listopada 1920 r. wraz z wojskami Białych został ewakuowany z Krymu do Gallipoli. Na emigracji zamieszkał w Królestwie SHS. Uprawiał przemyt. W 1929 r. ukończył studia chemiczne na uniwersytecie w Belgradzie. Podczas studiów objął funkcję przewodniczącego Związku Rosyjskiej Młodzieży Narodowej. Krótko prowadził działalność naukową, napisał nawet 2 prace dotyczące chemii. Zaangażował się jednak całkowicie w działalność polityczną. W 1930 r. w Belgradzie współzakładał Narodowy Związek Młodzieży Rosyjskiej za Granicą. W 1931 r. stanął na jego czele; organizację przemianowano na Narodowy Związek Nowego Pokolenia. Głosił hasło Ani ze Stalinem, ani z zagranicznymi najeźdźcami – a z całym narodem rosyjskim. Współpracował z Bractwem Rosyjskiej Prawdy i Rosyjskim Związkiem Ogólnorosyjskim, z pomocą których wysyłano nielegalnie agentów NTS do ZSRR. Przerzucano tam również literaturę i materiały propagandowe NTS. Prowadzono współpracę z wywiadem III Rzeszy i Polski. Po ataku wojsk niemieckich na ZSRR 22 czerwca 1941 r., W. M. Bajdałakow przyjechał jesienią do Berlina. Poprzez okupowaną Warszawę przedostawali się na zajęte przez Niemców obszary radzieckie działacze NTS, prowadząc tam działalność półkonspiracyjną, dążącą do rozbudzenia nastrojów narodowych i antysowieckich. Latem 1944 r. W. A. Bajdałakow został aresztowany przez Gestapo. Osadzono go w więzieniu w Berlinie, a następnie w obozie koncentracyjnym w Sachsenhausen. W kwietniu 1945 r., dzięki interwencji gen. Andrieja A. Własowa, wyszedł na wolność. Po zakończeniu wojny żył w zachodnich Niemczech, po czym w 1948 r. wyemigrował do USA. W 1950 r. na krótko powrócił do Niemiec, a następnie na stałe osiadł w USA. W styczniu 1952 r. pozbawiono go funkcji przewodniczącego Biura Wykonawczego NTS, zaś w 1955 r. zrezygnował z członkostwa w organizacji. W styczniu 1956 r. założył Rosyjski Związek Narodowo-Robotniczy, który istniał do kwietnia 1966 r. W Waszyngtonie wydawał pismo „Wolnaja mysl”. Następnie nauczał języka rosyjskiego na Georgetown University.